# Учкемпирова, Роза Мавлетовна
Роза Мавлетовна Учкемпирова (15 августа 1943, Каракол, Иссык-Кульская область — 26 июля 2024, Бишкек) — заслуженный экономист Киргизской Республики, кандидат экономических наук.

## Биография
Родилась в 1943 году в городе Каракол в семье военнослужащего, семья была многодетной — шестеро сестёр и один брат. Отец — Учкемпиров Мавлет Хамзаевич, мать — Карибжанова Тулен. Казашка по национальности. Училась на экономическом факультете Киргизского Государственного Университета Окончила его в 1965 году, получила специальность «экономист промышленности». Является кандидатом экономических наук. Есть сын и дочь (Искандер Таглыков 1965 года, Жылдыз Таглыкова 1970). Умерла в 2024 году.

## Карьера
С августа 1965 года работала инженером по труду, начальником планового отдела таксопарка № 1 Бишкека (Фрунзе), затем начальником финансового отдела Кара-Балтинского сахарного комбината. С 1970 года аспирант Института экономики АН КиргССР. В 1974 году защитила диссертацию кандидата экономических наук. С 1978 — заведующий отделом оптимизации развития и размещения промышленности, начальник отдела культуры, образования и здравоохранения Госплана Киргизской ССР. С 1992 года начальник сводного отдела Министерства экономики и финансов Киргизии. С декабря 1993 работала генеральным директором Социального Фонда Киргизии. В 1994 года по конец 1998 года была председателем Социального Фонда при Правительстве Киргизской Республики. Затем работала председателем Социального Фонда — занималась вопросами разработки и реализации государственных программ социального развития общества. Наибольший практический опыт приобрела занимая должность руководителя социального сектора на протяжении 17 лет. После выхода на пенсию учредила консалтинговую компанию «Социум — Консалт» в 1999 года и была её директором.

## Награды
- Почётная грамота президента Кыргызской Республики
- Медаль «Данк»
- «Ветеран труда»
- Орден «Манас» lll степени
- «Заслуженный экономист Кыргызской Республики»[5][6].